# Meurtre sous contrat
Pour plus de détails, voir Fiche technique et Distribution.
Meurtre sous contrat (titre original : Murder by Contract) est un film noir américain réalisé par Irving Lerner et sorti en 1958. Ce film, passé quelque peu inaperçu lors de sa sortie, est devenu par la suite un film référence pour beaucoup de réalisateurs américains, Martin Scorsese ayant déclaré que Meurtre sous contrat était « le film qui [l']a influencé le plus ».

## Synopsis
Mécanographe gagnant un salaire de misère, Claude se décide à emprunter une nouvelle voie professionnelle pour gagner plus d'argent : celle de tueur à gage. Après plusieurs contrats réussis avec des hommes, sa prochaine cible est cette fois une femme. Elle est protégée par la police dans une villa isolée. Il doit renoncer à la tuer à distance, et accepter de la voir en face.

## Fiche technique
- Titre : Meurtre sous contrat
- Titre original : Murder by Contract
- Réalisation : Irving Lerner
- Scénario : Ben Simcoe, Ben Maddow (non crédité)
- Musique : Perry Botkin Jr.
- Directeur de la photographie : Lucien Ballard
- Montage : Carlo Lodato
- Direction artistique : Jack Poplin
- Maquillage : Ted Larsen
- Effets spéciaux : Jack Erickson
- Effets visuels : Louis DeWitt, Jack Rabin
- Production : Leon Chooluck, Orbit Productions, Columbia Pictures
- Pays de production :  États-Unis
- Genre : Film noir
- Durée : 81 minutes
- Dates de sortie :
  - États-Unis : décembre 1958
  - Allemagne : 15 mai 1959
  - France : 26 octobre 1960

## Distribution
- Vince Edwards : Claude
- Phillip Pine (en) : Marc
- Herschel Bernardi : George
- Caprice Toriel : Billie Williams
- Michael Granger : M. Moon
- Kathie Browne : Mary
- Janet Brandt
- Davis Roberts (en) : un employé

## Récompenses et distinctions

### Nominations
- Saturn Award 2010 :
  - Saturn Award de la meilleure collection DVD (au sein du coffret Columbia Pictures Film Noir Classics, Volume 1)